# Грабовский, Станислав
Граф Станисла́в Грабовский (29 октября 1780, Варшава — 3 октября 1845, там же) — польский государственный деятель, секретарь совета министров Герцогства Варшавского (1809), сенатор-каштелян Царства Польского (1819), министр образования и религии Царства Польского (1821—1832), сенатор-воевода Царства Польского (1825).

## Биография
Представитель польского дворянского рода Грабовских герба «Топор». Внебрачный сын последнего польского короля Станислава Августа Понятовского (1732—1798) и Эльжбеты Грабовской (1748—1810), жены генерал-лейтенанта Яна Ежи Грабовского (ум. 1789). Братья — Павел Ежи, Ежи Франтишек, Михал и Казимир Грабовские.
В 1809 году Станислав Грабовский был секретарем совета министров Герцогства Варшавского. В 1816 году получил графский титул. В 1818 году был избран послом сейма в Варшаве. С 1819 года — сенатор-каштелян Царства Польского, с 1825 года — сенатор-воевода Царства Польского. 20 июля 1831 года был исключен из списка сенаторов.
В 1821-1832 годах — министр образования и религии Царства Польского. Под влиянием консервативного католического духовенства оказывал отрицательное влияние на развитие образования в Царстве Польском. В 1836 году был назначен генеральным контролером Польши. В том же самом году сменил герб с «Окша» на «Топор».

## Награды
- Орден Белого орла (11 мая 1829, Царство Польское)[1]
- Орден Святого Александра Невского (11 мая 1829, Российская империя)[2]
- Алмазные знаки к ордену Святого Александра Невского (6 октября 1831, Российская империя)
- Командор Чести и Преданности (1803, Мальтийский орден)[3]
- Кавалер Чести и Преданности (1800, Мальтийский орден)[3]

## Семья
Был дважды женат. Его первой женой была Сесилия Дембовская (1787—1821), дочь Юзефа Дембовского и Констанции Нарбут. Дети:
- Леон Грабовский (1807—1865)
- Людвик Грабовский (1809—1881)
- Мелания Грабовская, 1-й муж Франтишек Ожаровский, 2-й муж Владимир Кретковский

8 мая 1822 года вторично женился на Юлии Забелло, дочери каштеляна ковецского Игнацы Забелло и Анны Эльжбеты Белозор. Дети:
- Мария Грабовская (ум. 1892), жена Эдварда Прозора
- Михалина Грабовская, жена Габриеля Храповицкого
- Антонина Грабовская
- Фелиция Грабовская